# Timewatch
Timewatch est une série documentaire britannique s'intéressant particulièrement à l'histoire. Elle est produite et diffusée par la BBC depuis 1982.

## Nominations et récompenses
- 1997 : Nommé aux Flaherty Documentary Award (TV) pour l'épisode Remember Aberfan ;
- 1994 : Remporte le BAFTA TV Award pour l'épisode The Stolen Child ; et est nommé aux Flaherty Documentary Award (TV) pour l'épisode The Mysterious Career of Lee Harvey Oswald ;
- 2007 : Remporte le Cine Golden Eagle pour l'épisode The Hidden Children[1].